# 閃光ばなし
『閃光ばなし』（せんこうばなし）は、演出家・福原充則が作・演出を手掛け、2022年9月26日から同年10月29日にかけて上演された舞台作品。主演は安田章大。

## 概要
本作は、主演の安田章大と脚本・演出の福原充則のタッグによる舞台作品として、2017年上演の『俺節』、2019年上演の『忘れてもらえないの歌』に続く「昭和三部作」の3作目であり完結編である。なお、「三部作」と言っても、各作品の物語の内容が続いているわけではなく、「福原による作・演出で、安田が主演を務める、昭和が舞台の作品」という流れの三部作となっている。また、「三部作が完結」と銘打たれているが、安田曰く「福原さんとか、プロデューサーの熊谷（信也）さんが『また昭和でやろうか!』と言ったら、『やりましょう!』となる話」であり、今後昭和を舞台にした舞台作品を行わないというわけではない。
本作の千秋楽公演である、2022年10月30日12時公演（東京公演・東京建物 Brillia HALL）が、舞台関係者に新型コロナウイルス「COVID-19」の感染が確認されたため、上演中止となり、実質的な千秋楽は前日の10月29日17時30分公演となった。
劇中では、前作2作品と同様に安田演じる是政の歌唱シーンがあるほか、黒木華演じる是政の妹・政子にも歌唱シーンがあり、音楽を通しても楽しめる作品となっている。なお、黒木が舞台上で歌唱するのは本作が初である。
本作にも出演している桑原裕子と高山のえみは、「昭和三部作」の全作品に出演している。

## 制作
本作は、「昭和三部作」の前作『忘れてもらえないの歌』が終演した時点で、主演の安田章大や作・演出の福原充則、プロデューサーの熊谷信也と共に「3作目をやり始めましょう」と企画しており、食事の席でどういう方向性にするかを話し合っていた。
本作を制作する上で、安田に対して福原と熊谷から「重たいものを背負わせたい」「周りがみんな悪い人で、安田が全員に騙されていくというような話にしたい」と告げられており、主人公・佐竹是政は、福原が安田に「どんどん重圧がかかっていく役をやらせたい」と描いた役となっている。なお、当初は、周りに罪を着せられた安田の役が一人で立ち向かっていく、「冤罪」をテーマにした内容も案にあったが、最終的に現在の内容となった。また、福原は、音楽のセッションで用いられる「あるルールの中でアドリブで自由に弾く」を演劇でやりたいと考えており、本作ではそれを踏まえた演出となっている。
当初、福原は是政と政子を1人の人物として書いており、その人物のそれぞれにある面を強調して、2人の人物を描き出した。これは福原によると、兄妹は元々の分母が同じであるため、「自分を見る様に相手を嫌いに思ったり、逆に自己愛のようなものを注げたりするんだろうと思います」と語っている。
福原によると、元々は劇中で「男女の話をもっとやろう」と思っていたが、新型コロナウイルス「COVID-19」の感染拡大の状況を考慮して上演時間を短くしているこもあり、「長い作品にしたくない」との理由から内容を削り、現在の内容となった。
本作の裏設定として、是政と政子は「もしかしたら異母兄弟かもしれない」というものがあり、安田も「男女の関係を匂わせる台詞がいっぱいあります」と語っているが、安田は3、4個のパターンを想定して役作りをしており、「本当の兄妹愛」、「男女の愛」「是政が政子に何かをしたから、負い目を感じていて愛情と苦しみで葛藤している」と、台詞は同じでも、安田が強調する言葉のニュアンスで印象が変わるとしており、シーンごとに表現が変わることで観客の理解に含みを持たせている。
福原曰く、是政のイメージは「自分のいる集団が味方になったり敵になったりしながら進んでいくお話なので、リーダーとして君臨するわけではなく、庶民の中に居て欲しいし、そこからはみ出したり、弾き飛ばされたりする感じ」だという。
「昭和三部作」の第1作『俺節』では雨降らし、第2作『忘れてもらえないの歌』では屋台崩しを行ったが、福原の「ボリュームを少なめに書いて、稽古場で厚みを増やしていければ」との想いから、本作の上演時間を短くしたり、劇中での雨も実際には降らさないなど、派手な演出は控えめに描かれた。
歌唱パートは、音楽を担当した益田トッシュが音源やメロディーラインを提示しているが、安田曰く、歌い方や歌唱法については特に指示はなかったという。また、福原は、「1人で歌わせるよりみんなで歌わせることが多い」と安田も語っており、コーラスや大勢でその場を盛り上げることを重視している。
本作の宣伝動画の音源は、「（音源の収録）現場でセッションして、出来上がったものに対してどうするのが良いかを言って欲しいから、一度聞いてみて」との益田の指示から、「この感じが良いな」というコーラスラインのようなところを安田が感覚的に歌い、そこに「いいね」「こっちの方が良いね」との意見を出し合い、完成していった。

## あらすじ
舞台は、戦後から18年経った高度成長期・昭和38年の東京都葛飾区青砥。川沿いで父親から受け継いだ小さな自転車屋を営む主人公・佐竹是政は、区を東西に分断する巨大な用水路・新中川の存在に苦しめられていた。そんな中、是政は自らが作った改造自転車で金を稼ぎ、バイクタクシー会社を始めるも、権力者が率いるバス会社と衝突してしまう。是政は無鉄砲な妹・政子と共に、権力者たちに立ち向かっていく。

## 上演日程
| 年                                           | 月                                           | 日                                           | 時間                                         | 会場                                         |
| 京都公演（2022年9月26日 - 10月2日、全8公演） | 京都公演（2022年9月26日 - 10月2日、全8公演） | 京都公演（2022年9月26日 - 10月2日、全8公演） | 京都公演（2022年9月26日 - 10月2日、全8公演） | 京都公演（2022年9月26日 - 10月2日、全8公演） |
| -------------------------------------------- | -------------------------------------------- | -------------------------------------------- | -------------------------------------------- | -------------------------------------------- |
| 2022年                                       | 9月                                          | 26日                                         | 17:30                                        | ロームシアター京都 メインホール              |
| 2022年                                       | 9月                                          | 28日                                         | 17:30                                        | ロームシアター京都 メインホール              |
| 2022年                                       | 9月                                          | 29日                                         | 12:00                                        | ロームシアター京都 メインホール              |
| 2022年                                       | 9月                                          | 29日                                         | 17:30                                        | ロームシアター京都 メインホール              |
| 2022年                                       | 9月                                          | 30日                                         | 14:00                                        | ロームシアター京都 メインホール              |
| 2022年                                       | 10月                                         | 1日                                          | 12:00                                        | ロームシアター京都 メインホール              |
| 2022年                                       | 10月                                         | 1日                                          | 17:30                                        | ロームシアター京都 メインホール              |
| 2022年                                       | 10月                                         | 2日                                          | 12:00                                        | ロームシアター京都 メインホール              |
| 東京公演（2022年10月8日 - 30日、全27公演）   |                                              |                                              |                                              |                                              |
| 2022年                                       | 10月                                         | 8日                                          | 17:30                                        | 東京建物 Brillia HALL                        |
| 2022年                                       | 10月                                         | 9日                                          | 17:30                                        | 東京建物 Brillia HALL                        |
| 2022年                                       | 10月                                         | 10日                                         | 12:00                                        | 東京建物 Brillia HALL                        |
| 2022年                                       | 10月                                         | 10日                                         | 17:30                                        | 東京建物 Brillia HALL                        |
| 2022年                                       | 10月                                         | 12日                                         | 14:00                                        | 東京建物 Brillia HALL                        |
| 2022年                                       | 10月                                         | 13日                                         | 12:00                                        | 東京建物 Brillia HALL                        |
| 2022年                                       | 10月                                         | 13日                                         | 17:30                                        | 東京建物 Brillia HALL                        |
| 2022年                                       | 10月                                         | 14日                                         | 14:00                                        | 東京建物 Brillia HALL                        |
| 2022年                                       | 10月                                         | 15日                                         | 12:00                                        | 東京建物 Brillia HALL                        |
| 2022年                                       | 10月                                         | 15日                                         | 17:30                                        | 東京建物 Brillia HALL                        |
| 2022年                                       | 10月                                         | 16日                                         | 14:00                                        | 東京建物 Brillia HALL                        |
| 2022年                                       | 10月                                         | 17日                                         | 12:00                                        | 東京建物 Brillia HALL                        |
| 2022年                                       | 10月                                         | 17日                                         | 17:30                                        | 東京建物 Brillia HALL                        |
| 2022年                                       | 10月                                         | 19日                                         |                                              | 東京建物 Brillia HALL                        |
| 2022年                                       | 10月                                         | 20日                                         | 12:00                                        | 東京建物 Brillia HALL                        |
| 2022年                                       | 10月                                         | 20日                                         | 17:30                                        | 東京建物 Brillia HALL                        |
| 2022年                                       | 10月                                         | 21日                                         | 14:00                                        | 東京建物 Brillia HALL                        |
| 2022年                                       | 10月                                         | 22日                                         | 12:00                                        | 東京建物 Brillia HALL                        |
| 2022年                                       | 10月                                         | 22日                                         | 17:00                                        | 東京建物 Brillia HALL                        |
| 2022年                                       | 10月                                         | 24日                                         | 12:00                                        | 東京建物 Brillia HALL                        |
| 2022年                                       | 10月                                         | 24日                                         | 17:30                                        | 東京建物 Brillia HALL                        |
| 2022年                                       | 10月                                         | 27日                                         | 12:00                                        | 東京建物 Brillia HALL                        |
| 2022年                                       | 10月                                         | 27日                                         | 17:30                                        | 東京建物 Brillia HALL                        |
| 2022年                                       | 10月                                         | 28日                                         | 14:00                                        | 東京建物 Brillia HALL                        |
| 2022年                                       | 10月                                         | 29日                                         | 12:00                                        | 東京建物 Brillia HALL                        |
| 2022年                                       | 10月                                         | 29日                                         | 17:30                                        | 東京建物 Brillia HALL                        |
| 2022年                                       | 10月                                         | 30日                                         | 12:00                                        | 東京建物 Brillia HALL                        |

## 登場人物

### 主な登場人物
佐竹是政（さたけ これまさ）
演 - 安田章大（幼少期：畑中実〈二役〉）
本作品の主人公。父親から受け継いだ小さな自転車屋を営んでいる。
佐竹政子（さたけ まさこ）
演 - 黒木華（幼少期：葉丸あすか〈二役〉）
是政の妹。是政を父の代わりとして育ち、焼肉屋の柳に嫁ぐ。
柳英起（やなぎ ひでき）
演 - 片桐仁
政子の嫁ぎ先。焼肉屋の店主。
底根八起子（そこね はきこ）
演 - 桑原裕子
商工組合の会長職に就いている未亡人。
白渡由乃（しらと よしの）
演 - 安藤聖
深明寺の一人娘。是政の元恋人。
加古一郎（かこ いちろう）
演 - 小林けんいち
是政が営む自転車屋の整備士。
菊田甚八（きくた じんぱち）
演 - みのすけ
江戸川区の政治家。
野田中報労（のだなか ほうろう）
演 - 佐藤B作
バス会社『高砂交通』の会長。

### 周辺人物
佐竹是一（さたけ これいち）
演 - みのすけ（二役）
是政の父。生前 自転車屋を営んでいた。
法寛（ほうかん）
演 - 稲葉俊一
弘順と共に白渡に寄り添う男。
助さん
演 - 今國雅彦
野田中が格さんと共に引き連れている男。
弘順（こうじゅん）
演 - 加瀬澤拓未
法寛と共に白渡に寄り添う男。
御手洗（みたらい）
演 - 葉丸あすか
底根が中山道と共に引き連れている女。
中山道（なかせんどう）
演 - 長谷川仁愛
底根が御手洗と共に引き連れている女。
茂森
演 - 松永健資
菊田の秘書。
格さん
演 - 松本一歩
野田中が助さんと共に引き連れている男。

### その他の登場人物
写真館
演 - 久保貫太郎
偽警官
演 - 熊野晋也
塗装業の妻
演 - 後東ようこ
電柱守
演 - 高山のえみ
廃品回収業
演 - 竹口龍茶
露天商
演 - 畑中実
空き巣
演 - 石崎竜史
洗濯屋
演 - 菊池夏野
売春婦
演 - 田原靖子
結婚詐欺師
演 - 永滝元太郎
犬さらい
演 - 福山健介
塗装業
演 - 古木将也
密造酒
演 - 優妃
信用金庫職員
演 - 稲葉俊一、松本一歩（共に二役）

## キャスト
- 佐竹是政 - 安田章大[64]
- 佐竹政子 - 黒木華[64]
- 柳英起 - 片桐仁[64]
- 底根八起子 - 桑原裕子[64]
- 白渡由乃 - 安藤聖[65]
- 加古一郎 - 小林けんいち[65]
- 菊田甚八 / 佐竹是一 - みのすけ[65]
- 野田中報労 - 佐藤B作[65]
- 警察官 / 役場の男 / 住人 / 法寛 / 信用金庫職員 / 廷吏 - 稲葉俊一[66]
- 佐田瓜男 / 盆踊り / 住人 / 助さん / 子分 - 今國雅彦[66]
- 警察官 / 盆踊り / 弘順 / 住人 / 裁判長 - 加瀬澤拓未[66]
- 写真館 / 作業員 / 参拝客 / 警察官 - 久保貫太郎[66]
- 偽警官 / 浜松の酔っ払い / 参拝客 / 警察官 - 熊野晋也[66]
- ペンキ屋の妻 / 盆踊り / 参拝客 - 後東ようこ[66]
- 警察官 / 盆踊り / 電柱守 / 参拝客 - 高山のえみ[66]
- 警察官 / 盆踊り / クズ屋 / 寺の使用人・短気 - 竹口龍茶[66]
- テキ屋 / 子供の是政 / 参拝客 / 種屋 / 警察官 - 畑中実[66]
- 住人 / 子供の政子 / 御手洗 - 葉丸あすか[66]
- 警察官 / 作業員 / 空き巣 / 参拝客 - 石崎竜史[66]
- 洗濯屋 / 作業員 / 参拝客 / 盆踊り / 佐竹マサ - 菊池夏野[66]
- 警察官 / 盆踊り / 売春婦 / 漬物屋 - 田原靖子[66]
- 警察官 / 盆踊り / 結婚詐欺師 / 参拝客 - 永滝元太郎[66]
- 中山道 / 警備員 / 警察官 / 住人 / バイクタクシーの客 / 子分 / 廷吏 - 長谷川仁愛[66]
- 犬さらい / 作業員 / 寺の使用人・暢気 / バイクタクシーの客 / 盆踊り / 警察官 - 福山健介[66]
- ペンキ屋 / 作業員 / 土産物屋 / 警察官 - 古木将也[66]
- 警察官 / 浜松の酔っ払い / 茂森 / うなぎ屋 / 住人 / 現場監督 / 盆踊り - 松永健資[66]
- 警察官 / 盆踊り / 住人 / 格さん / バイクタクシーの客 / 信用金庫職員 / 元締め / 弁護士 - 松本一歩[66]
- 密造酒 / 作業員 / 参拝客 / 盆踊り - 優妃[66]

## グッズ
※出典を参照。
| グッズタイトル              | 価格      |
| --------------------------- | --------- |
| 公演パンフレット            | 2,000円   |
| Tシャツ（3色、S・M・L・XL） | 各3,500円 |

## スタッフ
- 脚本・演出：福原充則
- 音楽：益田トッシュ
- 美術：石原敬
- 照明：佐藤啓
- 音響：藤森直樹
- 衣裳：髙木阿友子
- ヘアメイク：大宝みゆき
- 映像：ムーチョ村松
- 振付：中林舞
- アクション：渥美博
- バイク協力：マーベリックテクノロジー
- 演出助手：相田剛志
- 舞台監督：幸光順平
- 制作：相場未江、藤本綾菜
- 制作統括：笠原健一
- プロデューサー：熊谷信也（キョードー東京）
- 企画製作：キョードー東京、TBS